# 丰斯
丰斯，是西班牙阿拉贡自治区韦斯卡省的一个市镇。总面积56平方公里，总人口1097人（2001年），人口密度20人/平方公里。